# سمائل
شهرستان سمائل (به عربی:  ولایة سمائل ) یکی از شهرستانهای استان داخلیه در کشور پادشاهی عمان است. تاریخ این شهرستان به دوران قبل از اسلام می‌رسد، گفتاره است مردم این منطقه توسط صحابی جلیل مازن بن غضوبة به اسلام گرویده‌اند.

## جمعیت
جمعیت آن در حدود ۴۰ هزار نفر می‌باشد.